# Salmijärvi (sjö i Finland, Kajanaland, lat 64,72, long 29,70)
Salmijärvi är en sjö i Finland. Den ligger i kommunen Suomussalmi i landskapet Kajanaland, i den östra delen av landet, 600 km nordost om huvudstaden Helsingfors. Salmijärvi ligger 197 meter över havet. Arean är 83,9 hektar och strandlinjen är 6,72 kilometer lång. Sjön  ingår i Uleälvens huvudavrinningsområde. 